# クラーク郡 (アイダホ州)
クラーク郡（クラークぐん、Pueblo County）は、アメリカ合衆国アイダホ州に位置する郡である。2000年現在の国勢調査で、この郡の人口は1,022人である。この郡の郡庁所在地は、デュボイスである。

## 歴史
クラーク郡は1919年2月1日に設立され、Medicine Lodge Creek の初期開拓者、アイダホ州上院議員Sam K. Clark の名を取って命名された。

## 地理
アメリカ合衆国統計局によると、この郡は総面積4,572 km2 (1,765 mi2) である。このうち4,570 km2 (1,765 mi2) が陸地で2 km2 (1 mi2) が水地域である。総面積の0.03%が水地域となっている。

## 人口動勢
2000年現在の国勢調査で、この郡は人口1,022人、340世帯、及び257家族が暮らしている。人口密度は0/km2 (1/mi2) である。0/km2 (0/mi2) の平均的な密度に521軒の住宅が建っている。この郡の人種的な構成は白人74.17%、アフリカン・アメリカン0.10%、先住民0.98%、アジア0.20%、太平洋諸島系0.10%、その他の人種23.48%、及び混血0.98%である。ここの人口の34.25%はヒスパニックまたはラテン系である。
340世帯のうち、45.00%が18歳未満の子供と一緒に生活しており、61.80%は夫婦で生活している。7.10%は未婚の女性が世帯主であり、24.40%は家族以外の住人と同居している。20.00%は独身の居住者が住んでおり、8.50%は65歳以上で独身である。1世帯の平均人数は3.01人であり、家庭の場合は、3.52人である。
この郡内の住民は35.20%が18歳未満の未成年、18歳以上24歳以下が8.00%、25歳以上44歳以下が27.50%、45歳以上64歳以下が20.10%、及び65歳以上が9.20%にわたっている。中央値年齢は31歳である。女性100人ごとに対して男性は110.70人である。18歳以上の女性100人ごとに対して男性は112.20人である。
この郡の世帯ごとの平均的な収入は31,576米ドルであり、家族ごとの平均的な収入は31,534米ドルである。男性は23,854米ドルに対して女性は20,192米ドルの平均的な収入がある。この郡の一人当たりの収入 (per capita income) は11,141米ドルである。人口の19.90%及び家族の18.70%は貧困線以下である。全人口のうち18歳未満の24.10%及び65歳以上の11.70%は貧困線以下の生活を送っている。

## 都市及び町
- デュボイス (Dubois)
- スペンサー (Spencer)